# Хачатрян Крістіне Амаяківна
Крістіне Амаяківна Хачатрян (вірм. Քրիստինե Խաչատրյան; рід. 18 листопада 1989 року, Ленінакан) — вірменська лижниця, учасниця Олімпійських ігор у Ванкувері, чемпіонка Вірменії.

## Спортивна кар'єра
У Кубку світу Крістіне Хачатрян ніколи не виступала. У 2010 році вона була чемпіонкою Вірменії в спринті.
На Олімпіаді-2010 у Ванкувері вона була 75-ю у гонці на 10 кілометрів вільним стилем.
За свою кар'єру К.Хачатрян брала участь в одному чемпіонаті світу. На чемпіонаті світу 2009 року в Лібереці вона зайняла 94-е місце в спринті вільним стилем.